# Argenteuil-sur-Armançon
Argenteuil-sur-Armançon é uma comuna francesa na região administrativa de Borgonha-Franco-Condado, no departamento de Yonne. Estende-se por uma área de 30,44 km². Em 2010 a comuna tinha 219 habitantes (densidade: 7,2 hab./km²).